# Margherita de' Medici
Margherita de' Medici (Firenze, 31 maggio 1612 – Parma, 6 febbraio 1679) fu duchessa di Parma e Piacenza e moglie di Odoardo I Farnese.
Fu reggente di Piacenza nel 1635 e reggente dell'intero ducato dal 1646, anno della morte del marito, al 1648.

## Biografia

### Infanzia

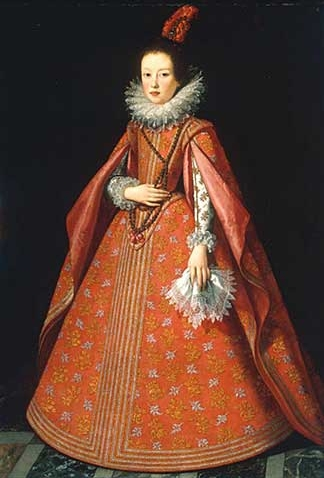
Margherita de' Medici ritratta da Justus Sustermans nel 1622.

Margherita era la seconda figlia e il quarto figlio della numerosa famiglia di Cosimo II de' Medici, granduca di Toscana, e di sua moglie, Maria Maddalena d'Austria. La principessa trascorse la sua infanzia alla corte di Firenze. Come tutti i figli del Granduca, ricevette una buona educazione: parlava correntemente il latino e l'italiano, era esperta di letteratura, musica e arte.

## Matrimonio
Il 14 febbraio 1627 la principessa Margherita si fidanzò con Odoardo, duca di Parma e Piacenza, che in precedenza era stato fidanzato con la sorella maggiore, la principessa Maria Cristina. Il precedente fidanzamento era durato sette anni ed è stato interrotto a causa dell'aggravamento dei problemi di salute della sposa. Nell'interesse di entrambe le famiglie, fu presa la decisione di un nuovo fidanzamento.
Il matrimonio dinastico, che consolidò l'alleanza tra il Ducato di Parma e il Granducato di Toscana, non incontrò gli interessi del regno francese, che cercava di espandere la propria influenza sugli stati italiani. Su consiglio del primo ministro, il cardinale Richelieu, la regina vedova Maria de' Medici, cugina del granduca di Toscana, propose a Cosimo II di far sposare Margherita al figlio più giovane, Gaston, duca d'Orléans, e al duca di Parma la principessa Anna. Il piano della regina vedova fu sostenuto da papa Urbano VIII, ma respinto dalle due corti.
L'11 ottobre 1628 si celebrarono nel Duomo di Firenze le nozze della principessa Margherita e del duca Odoardo. I festeggiamenti del matrimonio continuarono a Parma, dove gli sposi arrivarono il 6 dicembre dello stesso anno. Ebbero nove figli:
- Caterina Farnese (n. e m. 1629);
- Ranuccio II Farnese, Duca di Parma (1630-1694);
- Margherita Farnese (1631-?)
- Maria Maddalena Farnese (1633-1693);
- Alessandro Farnese, Governatore dei Paesi Bassi spagnoli (1635-1689), generale al servizio degli Asburgo;
- Orazio Farnese (1636-1656), generale della fanteria italiana in Dalmazia;
- Caterina Farnese (1637-1684), monaca carmelitana in Parma;
- Pietro Farnese (1639-1677);
- Ottavio Farnese (n. e m. 1641).

In loro onore, il Teatro Farnese ha dato la prima assoluta dell'opera Mercurio e Marte su musica di Claudio Monteverdi e testi di Claudio Achillini. Durante il loro regno, nel 1630, scoppiò un'epidemia di peste, una delle cui conseguenze fu il malcontento dei sudditi, intensificato dal contrasto tra il lusso della corte e il carico fiscale imposto al popolo, nonché dalla politica filofrancese del duca.

### Reggente
Il marito di Margherita morì per un infarto il 12 settembre 1646 a Piacenza. La duchessa vedova divenne reggente, per il figlio minorenne, e regnò con il cognato, il cardinale Francesco Maria Farnese, dopo la cui morte, avvenuta il 12 luglio 1647, svolse da sola le funzioni di reggenza. Nello stesso anno Margherita si recò in pellegrinaggio alla Basilica della Santa Capanna a Loreto. Il 17 settembre 1648 il duca Ranuccio II iniziò a governare autonomamente. Quasi immediatamente, sorsero disaccordi tra lui e sua madre, il cui aspetto Margarita attribuì all'influenza del segretario di Stato Jacopo Gaufrido. La duchessa vedova, non senza ragione, considerava quest'ultimo una spia francese e non le piaceva fin dal regno del suo defunto marito. Voleva nominare segretario di Stato il generale Francesco Serafini, che godeva del suo patrocinio. Infine, dopo essere stato sconfitto nella seconda guerra per il Ducato di Castro, riuscì a fa cadere in disgrazia Gaufrido che fu giustiziato nel gennaio 1650 a Piacenza.

## Morte
Anche i rapporti tra Margherita ed entrambe le mogli del figlio maggiore non hanno funzionato. Nell'aprile del 1660 il duca di Ranuccio II si sposò per la prima volta con la Principessa Margherita Violante di Savoia. Quasi immediatamente, tra la suocera e la nuora nacque una reciproca inimicizia. I dissidi col figlio per questo si aggravarono tanto che consigliò alla madre di tornare a Firenze. Nell'ottobre 1660, il loro rapporto si deteriorò definitivamente. Nell'aprile del 1661 partì per Firenze per partecipare al matrimonio di suo nipote, il principe ereditario Cosimo e la principessa Margherita Luisa d'Orléans e non aveva fretta di tornare. Margherita arrivò a Parma nell'agosto 1661. Il suo rapporto con il figlio migliorò solo dopo la morte della prima moglie di parto. Un anno dopo, Ranuccio II si sposò con la principessa Isabella d'Este, per la quale sua madre provava la stessa antipatia della prima nuora.
Sospesa dal figlio dagli affari pubblici, la duchessa era in corrispondenza attiva con i fratelli. Nelle sue lettere scriveva di come si divertiva, ad esempio, a pesca e a caccia, della sua salute e si interessava alla salute dei suoi fratelli. Nel 1671 la duchessa vedova soggiornò per qualche tempo a Innsbruck dalla sorella, contessa del Tirolo e arciduchessa d'Austria. Scrisse la sua ultima lettera l'ultimo giorno di gennaio 1679. Margherita Medici morì il 6 febbraio 1679 a Parma e fu sepolta nella tomba di Casa Farnese nella Basilica di Nostra Signora del Recinto. In ricordo della duchessa si leggevano epitaffi nelle chiese di Parma e Piacenza scritti da Ottavio Landi, Benedetto Bacchini e Felice Rotondi.
Per tutta la vita Margherita mantenne stretti rapporti con Firenze. Fu sostenitrice del riavvicinamento dei Medici e dei Farnese in politica estera. Sotto di lei la corte parmense fu fortemente influenzata dalla cultura fiorentina e dal galateo di corte. Margherita frequentava il balletto e il teatro musicale. Su invito della duchessa, il cantante Ippolito Fusai, che ha prestato servizio con il fratello, il cardinale Leopoldo de' Medici, si è esibito più volte a Parma. Ha anche frequentato pittori. L'artista preferito della duchessa era Justus Sustermans, che dipinse molti dei suoi ritratti in epoche diverse. Il ritratto della duchessa del 1635 fu dipinto da Francesco Coppa commissionato dal cardinale Giancarlo de' Medici, fratello di Margherita. Entrambi erano appassionati di giardinaggio.
Secondo la ritrattistica e le fonti dell'epoca, Margherita non era una bella donna, ma compensava con altre doti, era amabile, buona e perfettamente educata. Malgrado fosse stato combinato per ragioni politiche, il matrimonio con Odoardo fu felice e suggellato da una fedeltà reciproca e piena.

## Ascendenza
|                           |                        |                       | Genitori                         |  |  | Nonni |  |  | Bisnonni            |  |  | Trisnonni                 |  |
|                           |                        |                       |                                  |  |  |       |  |  | Cosimo I de' Medici |  |  | Giovanni delle Bande Nere |  |
|                           |                        |                       |                                  |  |  |       |  |  | Cosimo I de' Medici |  |  | Giovanni delle Bande Nere |  |
|                           |                        | Maria Salviati        |                                  |  |  |       |  |  | Cosimo I de' Medici |  |  |                           |  |
| Ferdinando I de' Medici   |                        |                       |                                  |  |  |       |  |  | Cosimo I de' Medici |  |  |                           |  |
|                           |                        | Eleonora di Toledo    | Pedro Álvarez de Toledo y Zúñiga |  |  |       |  |  |                     |  |  |                           |  |
|                           |                        | Eleonora di Toledo    | Pedro Álvarez de Toledo y Zúñiga |  |  |       |  |  |                     |  |  |                           |  |
|                           |                        | Eleonora di Toledo    | María Osorio y Pimentel          |  |  |       |  |  |                     |  |  |                           |  |
| Cosimo II de' Medici      |                        | Eleonora di Toledo    |                                  |  |  |       |  |  |                     |  |  |                           |  |
|                           |                        | Carlo III di Lorena   | Francesco I di Lorena            |  |  |       |  |  |                     |  |  |                           |  |
|                           |                        | Carlo III di Lorena   | Francesco I di Lorena            |  |  |       |  |  |                     |  |  |                           |  |
|                           |                        | Carlo III di Lorena   | Cristina di Danimarca            |  |  |       |  |  |                     |  |  |                           |  |
| Cristina di Lorena        |                        | Carlo III di Lorena   |                                  |  |  |       |  |  |                     |  |  |                           |  |
|                           |                        | Claudia di Valois     | Enrico II di Francia             |  |  |       |  |  |                     |  |  |                           |  |
|                           |                        | Claudia di Valois     | Enrico II di Francia             |  |  |       |  |  |                     |  |  |                           |  |
|                           |                        | Claudia di Valois     | Caterina de' Medici              |  |  |       |  |  |                     |  |  |                           |  |
| Margherita de' Medici     |                        | Claudia di Valois     |                                  |  |  |       |  |  |                     |  |  |                           |  |
|                           | Ferdinando I d'Asburgo | Filippo I d'Asburgo   |                                  |  |  |       |  |  |                     |  |  |                           |  |
|                           | Ferdinando I d'Asburgo | Filippo I d'Asburgo   |                                  |  |  |       |  |  |                     |  |  |                           |  |
|                           | Ferdinando I d'Asburgo | Giovanna di Castiglia |                                  |  |  |       |  |  |                     |  |  |                           |  |
| Carlo II d'Austria        | Ferdinando I d'Asburgo |                       |                                  |  |  |       |  |  |                     |  |  |                           |  |
|                           |                        | Anna Jagellone        | Ladislao II di Boemia            |  |  |       |  |  |                     |  |  |                           |  |
|                           |                        | Anna Jagellone        | Ladislao II di Boemia            |  |  |       |  |  |                     |  |  |                           |  |
|                           |                        | Anna Jagellone        | Anna di Foix-Candale             |  |  |       |  |  |                     |  |  |                           |  |
| Maria Maddalena d'Austria |                        | Anna Jagellone        |                                  |  |  |       |  |  |                     |  |  |                           |  |
|                           |                        | Alberto V di Baviera  | Guglielmo IV di Baviera          |  |  |       |  |  |                     |  |  |                           |  |
|                           |                        | Alberto V di Baviera  | Guglielmo IV di Baviera          |  |  |       |  |  |                     |  |  |                           |  |
|                           |                        | Alberto V di Baviera  | Maria Giacomina di Baden         |  |  |       |  |  |                     |  |  |                           |  |
| Maria Anna di Baviera     |                        | Alberto V di Baviera  |                                  |  |  |       |  |  |                     |  |  |                           |  |
|                           |                        | Anna d'Austria        | Ferdinando I d'Asburgo           |  |  |       |  |  |                     |  |  |                           |  |
|                           |                        | Anna d'Austria        | Ferdinando I d'Asburgo           |  |  |       |  |  |                     |  |  |                           |  |
|                           |                        | Anna d'Austria        | Anna Jagellone                   |  |  |       |  |  |                     |  |  |                           |  |
|                           |                        | Anna d'Austria        |                                  |  |  |       |  |  |                     |  |  |                           |  |